# ثريا سالم
ثريا سالم (5 يونيو 1928 -) هي راقصة وممثلة مصرية ظهرت مع الموسيقار في رسالة غرام ولحن الخلود.

## أعمالها
من أحب
1966 - فيلم
(الراقصة)
جرب حظك
1956 - فيلم
(اميرة)
الحبيب المجهول
1955 - فيلم
(الراقصة)
الآنسة حنفي
1954 - فيلم
(راقصة)
بنات حواء
1954 - فيلم
رسالة غرام
1954 - فيلم
لمين هواك
1954 - فيلم
مرت الأيام
1954 - فيلم
الحقونى بالمأذون
1954 - فيلم
(راقصة)
حدث ذات ليلة
1954 - فيلم
(الراقصة)
خطف مراتي
1954 - فيلم
حب في الظلام
1953 - فيلم
تاجر الفضائح
1953 - فيلم
(الراقصة)
الإيمان
1952 - فيلم
(الراقصة منيرة)
الأسطى حسن
1952 - فيلم
نهاية قصة
1951 - فيلم
معلهش يا زهر
1950 - فيلم
(راقصة)
ظلموني الناس
1950 - فيلم
ساعة لقلبك
1950 - فيلم
(رقص)
عنتر أفندي
1935 - فيلم

## روابط خارجية
- ثريا سالم على موقع IMDb (الإنجليزية)
- ثريا سالم على موقع الدهليز
- ثريا سالم على موقع قاعدة بيانات الأفلام العربية